# Kösliner SV Phönix
Der Kösliner SV Phönix war ein deutscher Sportverein aus der pommerschen Stadt Köslin, heute Koszalin.

## Geschichte
Im Mai 1909 wurde in Köslin der KSV 1909 gegründet, aus dem dann später durch Vereinigung mit dem SV Germania 1911 der „Phönix“ entstand. Die Fußballabteilung spielte unter dem Baltischen Rasen- und Wintersport-Verband in der Bezirksklasse Kolberg/Köslin des Bezirkes Pommern, später des Bezirkes Grenzmark. 1914 qualifizierte sich der Verein als Sieger der Bezirksklasse Köslin für die pommersche Fußballmeisterschaft, die Ergebnisse aus dieser sind jedoch nicht überliefert. 1925 konnte der Verein erneut die Bezirksklasse gewinnen. Bei der anschließenden pommerschen Endrunde schied Köslin knapp nach einer 1:2-Niederlage gegen Germania Stolp im Viertelfinale aus. In den kommenden Jahren waren Vereine aus Kolberg und der Lokalrivale SV Preußen Köslin stärker, so dass die Bezirksklasse nicht mehr gewonnen werden konnte.
Durch den fünften Platz in der Bezirksklasse Kolberg/Köslin in der Saison 1932/33 qualifizierte sich der Kösliner SV Phönix für die 1933 neu eingeführte Gauliga Pommern. In der ersten Gauligasaison 1933/34 wurde der Verein abgeschlagen letzter der Gruppe Ost und musste in die zweitklassige Bezirksliga absteigen. Zur Saison 1940/41 gelang der Wiederaufstieg. In dieser Saison konnte sich der Kösliner SV Phönix knapp vor dem Lokalrivalen SV Preußen Köslin auf dem vorletzten Platz halten und entging somit dem erneuten Abstieg knapp. Die Saison 1941/42 war die erfolgreichste Spielzeit der Kösliner. In der Liga musste sich der Verein nur Viktoria Stolp geschlagen geben und wurde zweiter der Gruppe Ost. An dieser Erfolg konnte der Verein in der nächsten Saison nicht anknüpfen, mit nur einem Sieg und neun Niederlagen stieg Köslin erneut in die Bezirksliga ab.
Nach dem Zweiten Weltkrieg wurde das zum Deutschen Reich gehörende Köslin unter polnische Verwaltung gestellt. Der Kösliner SV Phönix wurde – wie alle übrigen deutschen Vereine und Einrichtungen – zwangsaufgelöst.

## Erfolge
- 2 Sieger Bezirksliga Kolberg/Köslin: 1914, 1925
- 4 Spielzeiten in der Gauliga Pommern: 1933/34, 1940/41, 1941/42, 1942/43